# Gejza Vrabeľ
Gejza Vrabeľ (1935 Solivar – 4. března 2003 tamtéž), uváděný i jako Gejza Vrábel nebo Gejza Vrábeľ, byl slovenský fotbalový brankář.

## Hráčská kariéra
Odchovanec Slovanu Solivar chytal v československé lize za Tatran Prešov, Tankistu Praha a Jednotu Košice.

### Prvoligová bilance
| Ročník          | Zápasy | Góly | Minuty | Nuly | Klub           |
| --------------- | ------ | ---- | ------ | ---- | -------------- |
| I. liga 1954    | –      | 0    | –      | –    | Tatran Prešov  |
| I. liga 1955    | –      | 0    | –      | –    | Tankista Praha |
| I. liga 1956    | –      | 0    | –      | –    | Tatran Prešov  |
| I. liga 1958/59 | –      | 0    | –      | –    | Jednota Košice |
| I. liga 1959/60 | 1      | 0    | 90     | –    | Jednota Košice |
| CELKEM          | –      | 0    | –      | –    |                |